# Hungria Hip Hop
Gustavo da Hungria Neves (Ceilândia, 26 de maio de 1991) é um rapper, cantor, compositor e empresário brasileiro.
Hungria ficou conhecido nacionalmente pelo seu primeiro single, "Bens Materiais", mas só alcançou sucesso fora do território nacional com as músicas "Dubai", "Lembranças", "Coração de Aço", "Beijo Com Trap", "Temporal”, "Chovendo Inimigo", "O Playboy Rodou", "Não Troco", "Quebra-Cabeça", "Um Pedido", "Insônia" e "Amor e Fé", com cada uma delas ultrapassando a marca de 100 milhões de acessos na Internet. Atualmente, um dos seus maiores hits "Lembranças", possui mais de 300 milhões de acessos no YouTube e tornou-se trilha sonora de Malhação: Viva a Diferença. Hungria lançou três álbuns de estúdio, três EPs, possui um certificado de disco de ouro em Meu Carona, um certificado de single de platina em "Insônia 2", um certificado de ouro em “Amor e Fé”, um certificado de platina 2x em “Outro Patamar” e “Temporal”, um certificado de diamante em “Cruzeiro da Revoada”, um certificado de ouro em “Cama de Casal”, “Quem é o Boss?”, e “Atmosfera”, um certificado de platina em “Coração de Carro Forte”, e um certificado de single de platina triplo em "Eu Vou Te Buscar (Cha La La La La)", com Gusttavo Lima.

## Início da vida

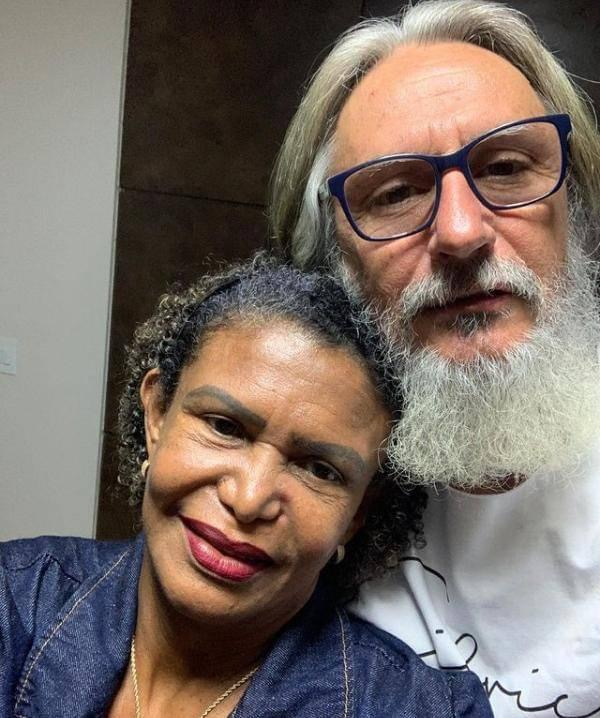
Pais de Hungria, Manoel e Rachel da Hungria

Nascido em Ceilândia, Distrito Federal, cresceu em Cidade Ocidental, Goiás. Hungria é filho de uma ex-empregada doméstica, e de um funcionário público. Hungria concluiu o ensino médio e chegou a iniciar um curso superior, porém trancou devido a faltas, pois estava dedicando seu tempo à carreira musical. Na época em que estudou o ensino médio, Hungria trabalhou de garçom em um restaurante ao lado da escola em que estudava, e muitas vezes teve de servir prato para seus colegas de sala. Como a música ainda não lhe dava retorno financeiro suficiente, sua mãe reprovava a ideia, e o queria dedicando-se aos estudos e que buscasse um emprego formal.
Além da reprovação da sua mãe, Hungria enfrentou diversos preconceitos dentro da cultura hip hop, por ter que no início abordar temas como ostentação, consumismo e carros. Mesmo sendo uma pessoa mestiça, por ser filho de uma mulher negra e de pai caucasiano, era chamado de "branco" pelos mais tradicionalistas do rap por ter a pele mais clara, que o julgava roubar o espaço dos negros para pregar o capitalismo. Hungria costuma sempre abordar em suas entrevistas que o rap é negro, e os brancos que nele estão não devem esquecer disto, porém que há espaço para todos, e que a liberdade de expressão tanto defendida no rap também não pode ser esquecida.
Antes de ter algum reconhecimento significativo, Hungria já foi pago por seus shows com almoço, cerveja, e muitas vezes até se recusavam a lhe pagar. Em 2019, durante uma entrevista, seu empresário Eduardo Bastos revelou que Hungria já chegou a cozinhar macarrão instantâneo com água quente do chuveiro, porque não tinha gás e comida em uma época em que não era pago pelos seus shows.

## Carreira

### 2007–12: Início de carreira,SentinelaeSon d'Play

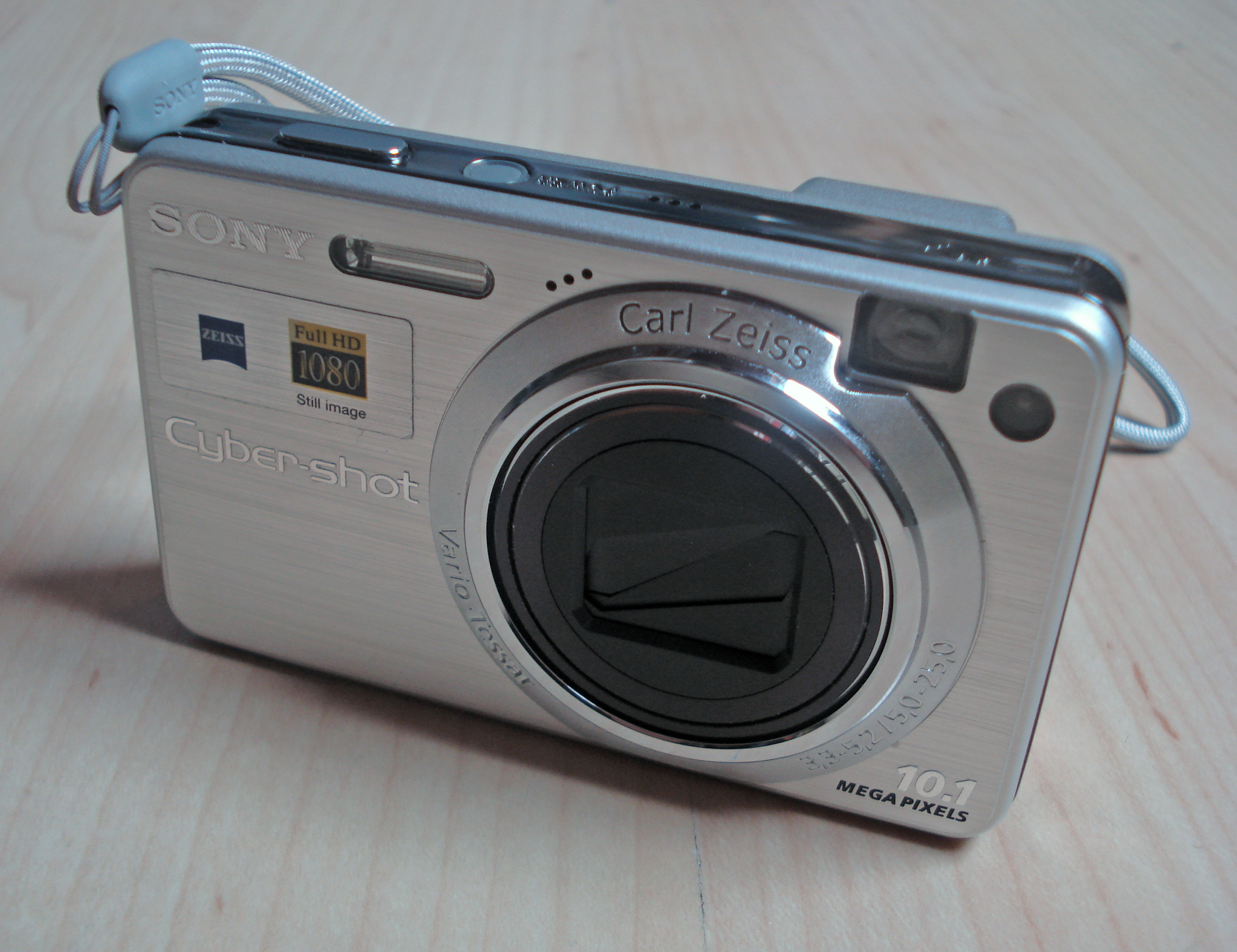
Tipo de Câmera utilizada por Hungria em seu primeiro videoclipe Bens Materiais, no início da carreira. Modelo Sony Cyber-shot DSC-W170.

Gustavo começou a compor aos 8 anos de idade, sendo incentivado pelo seu irmão, o político Leandro Hungria e também por Kruel, vocalista do Bonde Tesão. Em 2007, lançou sua primeira música, intitulada "Hoje Tá Embaçado", que em pouco tempo contabilizou 120 mil downloads digitais. Porém, Hungria só ampliou sua notoriedade com o lançamento do seu primeiro single, o hit "Bens Materiais". "Bens Materiais" foi lançado com um videoclipe de baixo recurso, mas que não impediu seu destino viral. Em 2009 lançou seu primeiro álbum intitulado Hip Hop Tuning, com 16 faixas,  primeiramente lançado como uma mixtape promocional, e mais tarde viera ser um álbum comercial, com algumas faixas reformuladas.
Em seguida, fez parte do projeto paralelo Sentinela, uma banda formada por Chacall, Wlad Borges e Hungria, porém foi encerrada após uma desavença entre Hungria e Wlad Borges. Em 2010, Hungria fez parte do grupo Son d’Play. Foi um trabalho desenvolvido em parceria com Chacall e DJ Mixer, sendo importante para que Hungria ganhasse experiência de palco e moldasse a carreira, porém o grupo chegou ao fim quase 3 anos depois, pois Hungria afirmou que seu maior sonho era a carreira solo. Como membro do grupo Son d'Play, Hungria chegou a lançar um álbum de estúdio intitulado Bem Vindo Ao Meu Club, que rendeu alguns sucessos à banda, como "Garota & Diamante", "Apaga a Luz", "De Aro 20", "Rei do Cabaré" e "Viva a Bagaceira". "Viva a Bagaceira" mais tarde também foi regravada por Wesley Safadão e Thiago Brava. Son d’Play continuou, porém sendo formado só por Chacall e sua equipe de shows até 2024, sendo interrompido com a morte de Chacall no mesmo ano.

### 2013: Retorno da carreira solo

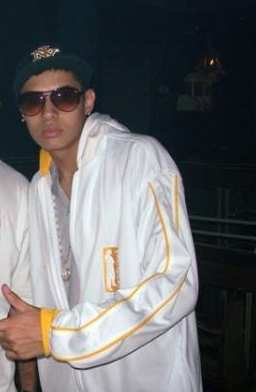
Hungria após show em Belo Horizonte em 2013.

Em abril de 2013, Hungria assinou contrato com o empresário Eduardo Bastos, da gravadora Best, a atual editora de seus fonogramas. Com a volta das atividades musicais, Hungria lançou a música "Sai do Meu Pé" junto com um videoclipe, que apesar de ser sido filmado com baixos recursos, a canção foi bastante executada nas rádios do Sul e Sudeste do país, o que lhe rendeu alguns shows nas regiões, o suficiente para investir no álbum de estúdio da sua volta à carreira solo. Mais tarde, em agosto do mesmo ano, Hungria lançou a música "O Playboy Rodou", uma canção planejada para atrair o público feminino, com tema romântico. Eduardo Bastos, o seu empresário, espalhou boatos de que Hungria estivesse apaixonado, e que a música era uma história real, no intuito de movimentar a circulação da música pela curiosidade do público. Seu marketing gerou bons resultados, o que levou ao grande sucesso da música, hoje com mais de 100 milhões de acessos no YouTube. Três meses depois, Hungria lançou, com a participação de Misael, "Baú dos Piratas", juntamente com um videoclipe, que dessa vez já possuía mais recurso de produção. "Baú dos Piratas" estreou em 8° lugar no ranking do YouTube em poucas horas de lançamento.

### 2014:O Playboy Rodoue primeiras aparições na televisão
Com sua popularidade em alta, Hungria já possuía força de promoção o suficiente para lançar o próximo single do tão planejado álbum, que ainda estava em fase de pré-venda, e foi aí que lançou "Cama de Casal", que foi ao ar com videoclipe e obteve 700.000 acessos no YouTube em um dia de lançamento. O sucesso repentino de "Cama de Casal" levou Hungria até o sofá do programa The Noite com Danilo Gentili, onde falou sobre seu novo single e sobre o lançamento do álbum Meu Carona. “Cama de Casal” foi certificado como disco de ouro. Antes da estreia do álbum, Hungria lançou um extended play (EP) intitulado O Playboy Rodou, com algumas faixas do ainda não-lançado Meu Carona, como forma de pré-divulgação. Antes do lançamento do álbum, Hungria ainda lançou, e com sucesso eminente, mais 4 faixas que integram o disco, "Zorro do Asfalto", "Insônia" com Tribo da Periferia, "Carruagem" e "Detalhes", que se tornaram umas de suas principais músicas de carreira.

### 2015–16:Meu Caronae a primeira canção em telenovela

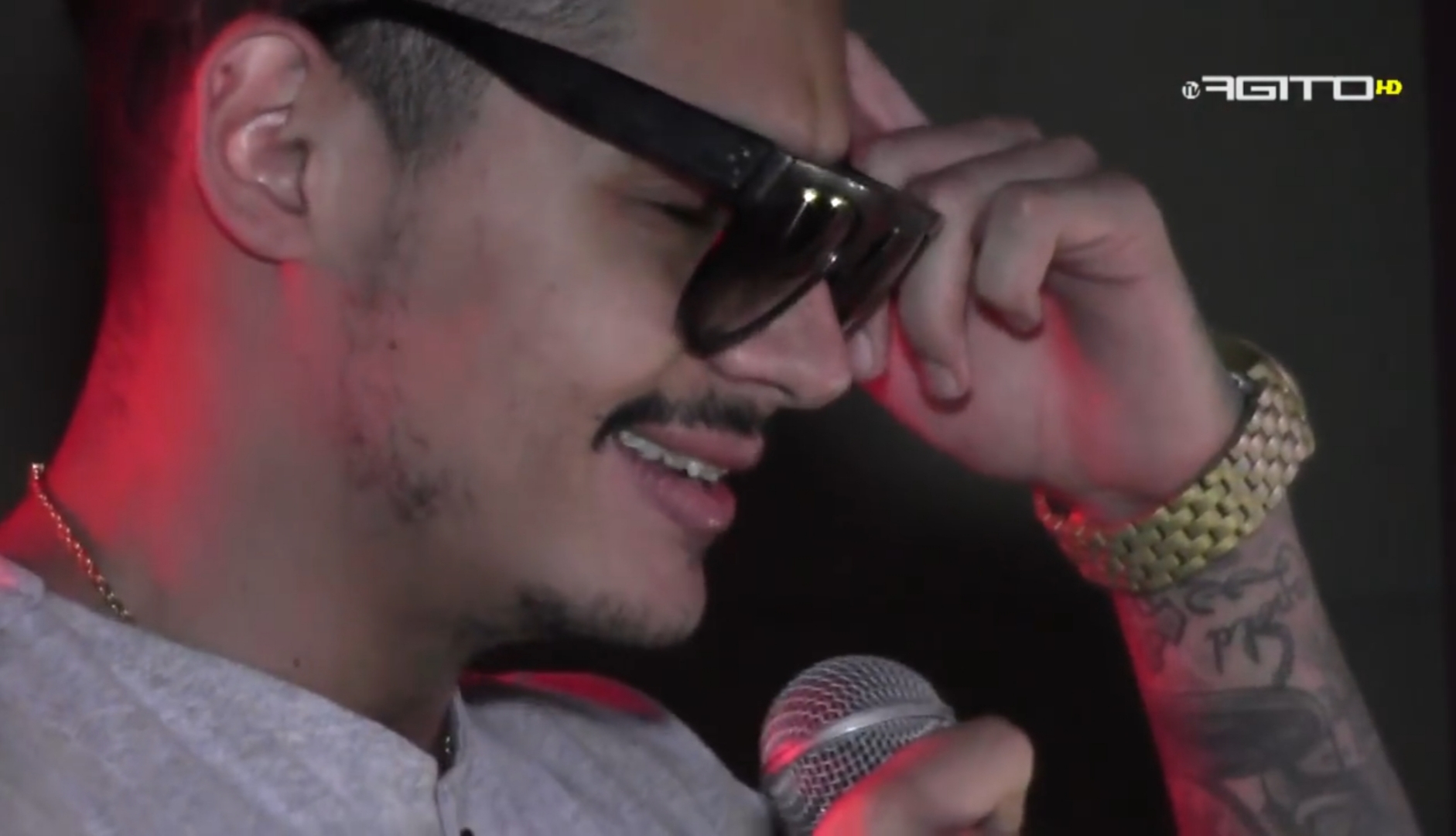
Hungria durante show em 2016.

Com várias faixas do disco no topo das paradas das rádios e dos streamings, Hungria lançou o álbum de estúdio Meu Carona, constituído em 11 faixas. Meu Carona chegou em 43° lugar do ranking de vendas no iTunes no Brasil, e atualmente soma mais de 50.000 unidades vendidas em download digital. Com seu nome frequentemente falado nos canais de TV, Hungria chamou a atenção de artistas consagrados da música brasileira, a qual surgiu diversas colaborações, como "Bolo Doido" com a participação especial de Mr. Catra. Após esta parceria, Hungria conseguiu levar seu nome para fora do país com as músicas que vieram logo em seguida, como "Astronauta" e "Dubai", que ultrapassaram a marca dos 100 milhões de acessos cada, e "Lembranças", que ultrapassou a marca dos 300 milhões de acessos, e hoje é considerada a música de rap brasileiro, por um artista solo, mais ouvida do país. "Lembranças", além integrar o álbum ao vivo Hungria Hip Hop no Estúdio Showlivre mais tarde lançado, também se tornou trilha sonora de Malhação: Viva a Diferença, exibido pela Rede Globo. Com seu nome entre os mais relevantes do país, Hungria lançou o sucesso "Provavelmente", e "Quebra-Cabeça", com a participação de Lucas Lucco, que também era outro nome no auge no momento, e a popularidade de ambos artistas garantiu o repentino sucesso da canção, que logo ultrapassou a marca dos 100 milhões de acessos no YouTube e entrou para os tops dos charts das rádios. "Quebra-Cabeça" também possui uma versão remixada por Alphaloud.

### 2017–2019: Carreira internacional e turnês fora do país

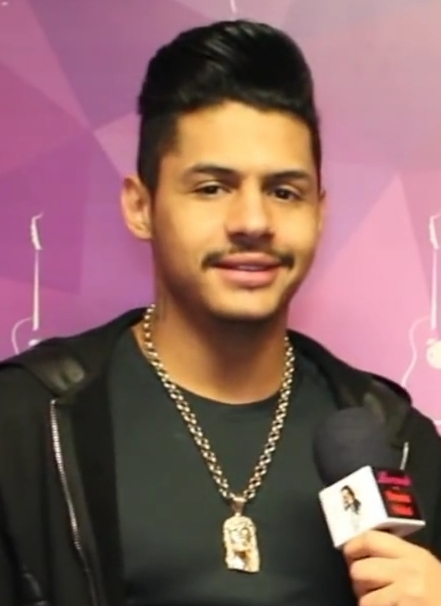
Hungria durante entrevista em 2018.

Em 2017, Hungria conseguiu destacar outros hits internacionalmente, como "Coração de Aço" e "Não Troco", cada música ultrapassou 200 milhões de acessos no YouTube, o levando a turnês fora do país, como no Japão e nos Estados Unidos. Mais tarde, surgiu o lançamento de "Eu Vou Te Buscar (Cha La La La La)", de Gusttavo Lima, na qual Hungria fez participação, e que logo foi certificada com platina triplo e também alcançou mais de 100 milhões de acessos no YouTube e 1° posição na Billboard Brasil Hot 100 Airplay. Em seguida, surgiu o lançamento de "Beijo Com Trap", que teve a participação do respeitado veterano do rap Mano Brown no clipe, trazendo a Hungria mais respeito dentro do movimento hip hop pelos artistas que preferem o estilo mais arcaico e menos comercial. "Beijo Com Trap" alcançou a 37° posição do Top 50 Streaming do Pro-Música Brasil em um mês de lançamento e chegou ao 7° lugar do Crowley Charts no dia 12 de novembro de 2018. "Beijo Com Trap" também entrou para a lista dos seus grandes sucessos com mais de 200 milhões de execuções na Internet.

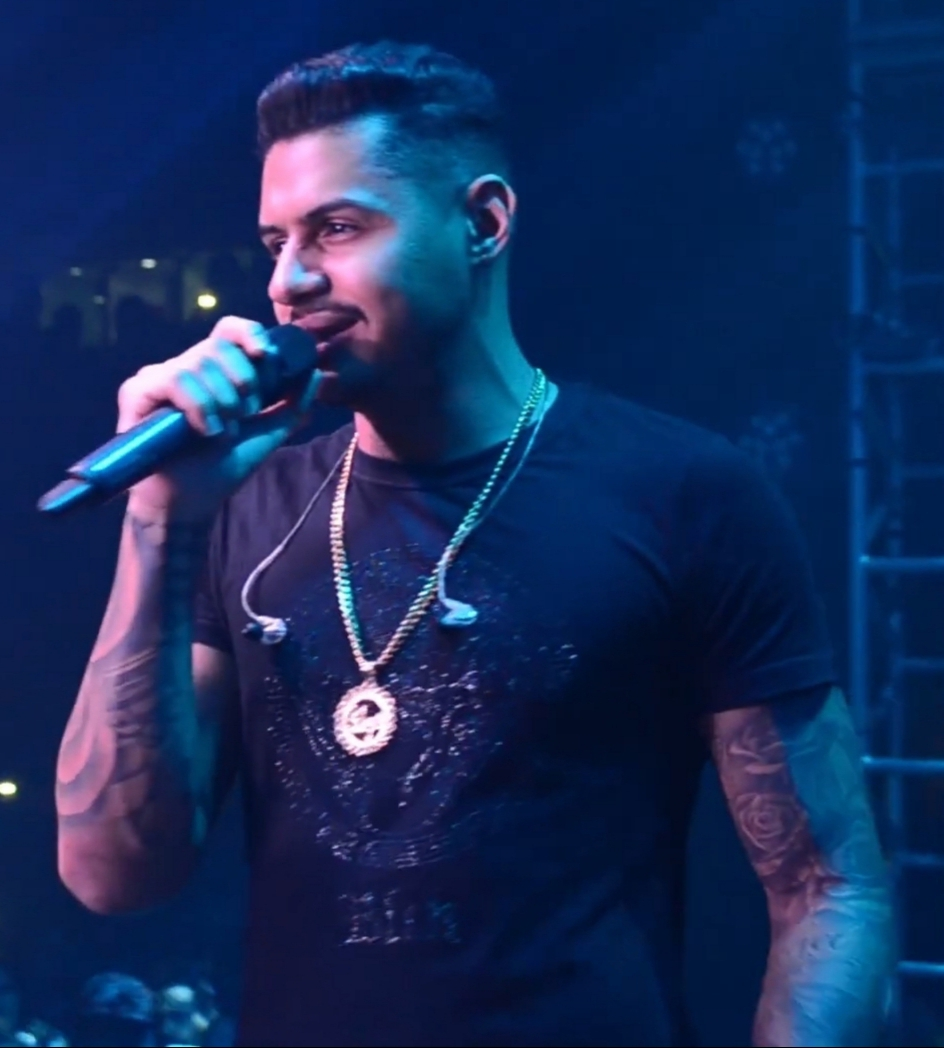
Hungria durante show em 2019.

Em seguida, Hungria lançou "Abraço Forte", em colaboração com Bhaskar, e "Chovendo Inimigo", em colaboração com Mojjo, que mesmo obtendo sucesso, foi bastante alvo de criticas dos ouvintes por seu curto tempo de faixa. Este problema parecia ter sido corrigindo com o lançamento seguinte, chamado "Um Pedido", a sua música biográfica, com clipe que conta sobre sua infância, porém, quando a música chegou a 49 milhões de acessos no YouTube, o vídeo teve de ser removido por uma reivindicação de direitos autorais por uma banda chinesa, a qual a produção de Hungria se utilizou de uma das canções como sample não-autorizado em "Um Pedido". Meses depois, Hungria acerta as pendências em relação aos direitos autorais e o videoclipe de "Um Pedido" vai ao ar novamente, hoje somando mais de 100 milhões de acessos no YouTube. "Um Pedido" na versão para os streamings, teve seu instrumental alterado, removendo o sample da canção a qual o artista teve problemas com direitos autorais anteriormente. "Um Pedido" alcançou a 28° posição do Top 50 Streaming do Pro-Música Brasil no terceiro mês de lançamento e chegou ao 2° lugar do Crowley Charts no dia 16 de dezembro de 2019. Em um pequeno declínio de carreira, Hungria retomou seu lugar na mídia participando da canção "Saudade", de Claudia Leitte, e com um novo hit, a música "Primeiro Milhão", que obteve criticas positivas pela mídia.
Em 2019, Hungria participou de um projeto da Universal Music que uniu vários artistas para o relançamento do single "Zóio de Lula" em tributo ao falecido cantor Chorão, vocalista do Charlie Brown Jr.. Para o projeto, foi confirmada também a participação dos artistas Marcelo D2, Nação Zumbi e Maneva. Ainda em 2019, Hungria tornou-se o artista de rap brasileiro mais ouvindo do país na Deezer, naquele ano e entrou no ranking dos 40 artistas musicais brasileiros mais ouvidos na história do YouTube, na 16° posição.

### 2020—atualmente:Cheiro do Mato - Acústico,Universo Particulare filme biográfico
Em 2020 Hungria lançou o EP Cheiro do Mato - Acústico que alcançou o 1° lugar do Spotify Brasil e Apple Music Brasil. O primeiro single do EP foi "Amor e Fé", que estreou no 1° lugar no YouTube, foi certificado como single de ouro e atualmente soma mais de 380 milhões de acessos, sendo um dos vídeos musicais mais vistos do Brasil. O single "Amor e Fé" alcançou o 1° lugar da Crowley Charts, 1° lugar no iTunes Charts Brasil, 3° lugar na Apple Music Brasil, 3° lugar nas rádios brasileiras, e 22° do Spotify Global. O segundo single do foi "Pisando na Lua" (33° lugar na Apple Music Brasil), e o terceiro single "Um Pedido", que alcançou o 2° lugar nas Rádios brasileiras e 4° lugar no iTunes Charts Brasil. "Um Pedido" no EP Cheiro de Mato é em versão acústica, enquanto a primeira versão é em trap. A versão acústica juntamente com a versão original, somam mais de 200 milhões de acessos no YouTube. Em seguida, participou dos hits "Um Brinde Pra Nós" de MC Lipi (25° lugar na Apple Music Brasil), "Calor do C#rai" com Whinderson Nunes (125° lugar no Top 200 do Spotify Charts), e "Carolina" de MC Paulin da Capital. Mais tarde, lançou os singles "Legacy" e "Difícil Aceitar". Em seguida Hungria lançou o single "Jasmim", em uma parceria com Robertinho de Recife, que chegou em 1° lugar da Crowley Charts no dia 08 de Novembro de 2021. Em 2021 Hungria lançou o EP Universo Particular, que estreou no 5° lugar do Spotify Brasil, e 25° lugar da Apple Music Brasil. O primeiro single do EP foi "Favela no Topo" com a participação de Nog, vocalista do Costa Gold e Kawe. O segundo single do EP foi "Cruzeiro da Revoada" com MC Ryan SP, que foi certificado como single de diamante, e o terceiro single foi "Depois das Onze" com MC Ruzika. Em seguida lançou o single "Outro Patamar" com MC Lipi (45° na Apple Music Brasil),, que foi certificado como platina 2x, e "Insônia 2" com Tribo da Periferia e MC Ryan SP, que alcançou o 15° lugar na Apple Music Brasil, e 15° lugar nas rádios brasileiras. "Insônia 2" foi certificado como single de platina. Em agosto de 2022, Hungria lança "Pula, Pula" com MC Jacaré. Em 2023 lançou os singles “Coração de Carro-forte”, que resgata sua identidade musical antiga, “Temporal”, que foi certificado como single de platina 2x, e “Só Era Nós”.
Em 2022 Hungria anunciou a produção de um filme biográfico sobre sua vida, contando sua infância pobre até o sucesso nacional. O trabalho ainda está em processo de gravação. O ator Gabriel Santana interpretará Hungria no longa-metragem. O título do filme foi anunciado como "O Menino Que se Achava o Dono da Quebrada Inteira", e algumas imagens das gravações do filme publicadas pelo jornal Metrópoles, mostra Gabriel Santana fazendo remake do videoclipe de "Bens Materiais", trajando as mesmas vestimentas que Hungria utilizou na gravação do videoclipe, quando adolescente.

## Vida pessoal
Gustavo da Hungria Neves nasceu em 26 de maio de 1991 em Ceilândia, Distrito Federal, cresceu em Cidade Ocidental, Goiás, e é filho de Raquel da Hungria e Manoel Neves. Em 2017, nasceu Isadora Sampaio da Hungria, a primeira filha do cantor, fruto de um relacionamento com a ex-namorada Gabriela Sampaio. Hungria é primo de primeiro grau do rapper Chacall, sendo ele sobrinho de seu pai. Hungria e seu primo Chacall juntos integraram anteriormente os grupos Sentinela e Son d'Play. Chacall faleceu em 2024 após um ataque cardiovascular.

## Controvérsias

### Festa residencial com os jogadores da Seleção Brasileira
No dia 7 de junho de 2019, em Brasília, a polícia foi acionada pela vizinhança a respeito do barulho e a presença de prostitutas no condomínio da residência onde Hungria e seu empresário Eduardo Bastos realizavam uma festa. Na confraternização, estavam os jogadores da Seleção Brasileira Miranda, Gabriel Jesus e o cantor Felipe Araújo.

### Problemas com direitos autorais
O videoclipe de "Um Pedido", após atingir 49 milhões de visualizações, foi retirado do ar devido a uma reivindicação internacional de direitos autorais. A canção possuía um sample não-autorizado de uma música chinesa pertencente a "Zi de Guqin Studio (自得琴社)" em quase toda sua estrutura.

## Discografia

#### Álbuns de estúdio
- Hip Hop Tuning (2009)
- Bem Vindo Ao Meu Club (2011) — com Son d'Play
- Meu Carona (2015)

• "Cheiro de Mato" (2020)

## Prêmios e indicações
| Ano  | Prêmio                                | Categoria             | Nomeação         | Resultado | Ref.   |
| ---- | ------------------------------------- | --------------------- | ---------------- | --------- | ------ |
| 2018 | Prêmio Multishow de Música Brasileira | Fiat Argo Experimente | Hungria Hip Hop  | Venceu    | [ 81 ] |
| 2018 | MTV Millennial Awards Brasil          | Beat BR               | "Coração de Aço" | Venceu    | [ 82 ] |

## Turnês
Oficiais
- O Brabo! no Japão (2018)[36]
- O Brabo! no Estados Unidos (2019)[38]

•"O Brabo!" em Europa (2024)